# Niguza spiramioides
Niguza spiramioides är en fjärilsart som beskrevs av Walker 1858. Niguza spiramioides ingår i släktet Niguza och familjen nattflyn. Inga underarter finns listade i Catalogue of Life.